# Prunus urumiensis
Prunus urumiensis är en rosväxtart som först beskrevs av Joseph Friedrich Nicolaus Bornmüller, och fick sitt nu gällande namn av Edward Murray. Prunus urumiensis ingår i släktet prunusar, och familjen rosväxter. Inga underarter finns listade i Catalogue of Life.